# Élections législatives de 2002 dans la Drôme
Les élections législatives françaises de 2002 se déroulent les 9 et 16 juin 2002. Dans le département de la Drôme, quatre députés sont à élire dans le cadre de quatre circonscriptions.

## Élus
| Circonscription | Député sortant  | Parti | Parti     | Député élu ou réélu | Parti | Parti |
| --------------- | --------------- | ----- | --------- | ------------------- | ----- | ----- |
| 1re             | Michèle Rivasi  |       | Les Verts | Patrick Labaune     |       | UMP   |
| 2e              | Éric Besson     |       | PS        | Éric Besson         |       | PS    |
| 3e              | Michel Grégoire |       | PS        | Hervé Mariton       |       | UMP   |
| 4e              | Henri Bertholet |       | PS        | Gabriel Biancheri   |       | UMP   |

## Résultats

### Résultats à l'échelle du département
| Parti                                     | Parti                                          | Premier tour | Premier tour | Second tour | Second tour | Sièges |
| Parti                                     | Parti                                          | Voix         | %            | Voix        | %           | Sièges |
| ----------------------------------------- | ---------------------------------------------- | ------------ | ------------ | ----------- | ----------- | ------ |
|                                           | Union pour un mouvement populaire              | 56 438       | 27,72        | 80 996      | 42,99       | 3      |
|                                           | Union pour la démocratie française             | 19 632       | 9,64         | 20 821      | 11,05       | 0      |
|                                           | Divers droite                                  | 7 806        | 3,83         |             |             | 0      |
|                                           | Mouvement pour la France                       | 1 498        | 0,74         | 0           |             |        |
|                                           | Majorité présidentielle                        | 85 374       | 41,93        | 101 817     | 54,04       | 3      |
|                                           |                                                |              |              |             |             |        |
|                                           | Parti socialiste                               | 63 551       | 31,21        | 86 578      | 45,96       | 1      |
|                                           | Parti communiste français                      | 7 033        | 3,45         |             |             | 0      |
|                                           | Les Verts                                      | 3 088        | 1,52         | 0           |             |        |
|                                           | Pôle républicain dont Divers gauche            | 1 727        | 0,85         | 0           |             |        |
|                                           | Gauche parlementaire                           | 75 399       | 37,03        | 86 578      | 45,96       | 1      |
|                                           |                                                |              |              |             |             |        |
|                                           | Front national                                 | 29 362       | 14,42        |             |             | 0      |
|                                           | Extrême gauche dont LCR, LO et PT              | 4 493        | 2,21         | 0           |             |        |
|                                           | Divers écologiste dont LT-LNÉ, MÉI, MHAN et GÉ | 3 729        | 1,83         | 0           |             |        |
|                                           | Extrême droite dont MNR                        | 2 657        | 1,30         | 0           |             |        |
|                                           | Divers                                         | 2 605        | 1,28         | 0           |             |        |
|                                           |                                                |              |              |             |             |        |
| Inscrits                                  | Inscrits                                       | 310 729      | 100,00       | 310 557     | 100,00      | 4      |
| Abstentions                               | Abstentions                                    | 103 437      | 33,29        | 115 020     | 37,04       |        |
| Votants                                   | Votants                                        | 207 292      | 66,71        | 195 537     | 62,96       |        |
| Blancs et nuls                            | Blancs et nuls                                 | 3 673        | 1,77         | 7 142       | 3,65        |        |
| Exprimés                                  | Exprimés                                       | 203 619      | 98,23        | 188 395     | 96,35       |        |
| Source : Ministère de l'Intérieur - Drôme |                                                |              |              |             |             |        |

### Résultats par circonscription

#### Première circonscription (Valence)
| Candidat       | Candidat                | Parti             | Premier tour | Premier tour | Second tour | Second tour |  |
| Candidat       | Candidat                | Parti             | Voix         | %            | Voix        | %           |  |
| -------------- | ----------------------- | ----------------- | ------------ | ------------ | ----------- | ----------- |  |
|                | Patrick Labaune élu     | UMP               | 17 300       | 39,62        | 22 893      | 55,99       |  |
|                | Michèle Rivasi sortante | PS (Les Verts)    | 14 875       | 34,07        | 17 993      | 44,01       |  |
|                | Joël Cheval             | FN                | 4 923        | 11,27        |             |             |  |
|                | Gilbert Bouchet         | UDF               | 3 420        | 7,83         |             |             |  |
|                | Alice Bochaton          | PCF               | 844          | 1,93         |             |             |  |
|                | Gérard Bouchet          | Pôle républicain  | 506          | 1,16         |             |             |  |
|                | Roger Riner             | LCR               | 421          | 0,96         |             |             |  |
|                | Alain Terno             | LO                | 229          | 0,52         |             |             |  |
|                | Marie-Claire Charre     | MNR               | 221          | 0,51         |             |             |  |
|                | Aimé Perrin             | LT-LNÉ            | 206          | 0,47         |             |             |  |
|                | François Albert-Brunet  | MPF               | 182          | 0,42         |             |             |  |
|                | Michel Capelasse        | MÉI               | 156          | 0,36         |             |             |  |
|                | Françoise Caruso        | MHAN              | 150          | 0,34         |             |             |  |
|                | Santino Rebecchi        | Divers écologiste | 147          | 0,34         |             |             |  |
|                | Joëlle Ricard           | GÉ                | 86           | 0,2          |             |             |  |
|                |                         |                   |              |              |             |             |  |
| Inscrits       | Inscrits                | Inscrits          | 68 306       | 100,00       | 68 305      | 100,00      |  |
| Abstentions    | Abstentions             | Abstentions       | 24 017       | 35,16        | 26 306      | 38,51       |  |
| Votants        | Votants                 | Votants           | 44 289       | 64,84        | 41 999      | 61,49       |  |
| Blancs et nuls | Blancs et nuls          | Blancs et nuls    | 623          | 1,41         | 1 113       | 2,65        |  |
| Exprimés       | Exprimés                | Exprimés          | 43 666       | 98,59        | 40 886      | 97,35       |  |

#### Deuxième circonscription (Montélimar - Pierrelatte)
| Candidat       | Candidat                  | Parti          | Premier tour | Premier tour | Second tour | Second tour |  |
| Candidat       | Candidat                  | Parti          | Voix         | %            | Voix        | %           |  |
| -------------- | ------------------------- | -------------- | ------------ | ------------ | ----------- | ----------- |  |
|                | Éric Besson sortant réélu | PS             | 16 692       | 34,57        | 22 907      | 52,39       |  |
|                | Franck Reynier            | UDF            | 14 067       | 29,14        | 20 821      | 47,61       |  |
|                | Jacques Ganivet           | FN             | 8 214        | 17,01        |             |             |  |
|                | Frédéric Lassagne         | Divers droite  | 3 914        | 8,11         |             |             |  |
|                | Marie-José Bayoud-Torres  | PCF            | 1 638        | 3,39         |             |             |  |
|                | Laurent Negro             | LT-LNÉ         | 734          | 1,52         |             |             |  |
|                | Dominique Forcinal        | Divers         | 730          | 1,51         |             |             |  |
|                | Raphaèle Mounib           | LCR            | 621          | 1,29         |             |             |  |
|                | Olivier Roudie            | MNR            | 595          | 1,23         |             |             |  |
|                | Jean Dhers                | MPF            | 440          | 0,91         |             |             |  |
|                | Nathalie Arthaud          | LO             | 409          | 0,85         |             |             |  |
|                | Omer Bjedic               | MHAN           | 227          | 0,47         |             |             |  |
|                |                           |                |              |              |             |             |  |
| Inscrits       | Inscrits                  | Inscrits       | 74 518       | 100,00       | 74 358      | 100,00      |  |
| Abstentions    | Abstentions               | Abstentions    | 25 311       | 33,97        | 28 625      | 38,5        |  |
| Votants        | Votants                   | Votants        | 49 207       | 66,03        | 45 733      | 61,5        |  |
| Blancs et nuls | Blancs et nuls            | Blancs et nuls | 926          | 1,88         | 2 005       | 4,38        |  |
| Exprimés       | Exprimés                  | Exprimés       | 48 281       | 98,12        | 43 728      | 95,62       |  |

#### Troisième circonscription (Crest - Die - Nyons)
| Candidat       | Candidat                 | Parti             | Premier tour | Premier tour | Second tour | Second tour |  |
| Candidat       | Candidat                 | Parti             | Voix         | %            | Voix        | %           |  |
| -------------- | ------------------------ | ----------------- | ------------ | ------------ | ----------- | ----------- |  |
|                | Hervé Mariton élu        | UMP               | 21 943       | 35,78        | 30 258      | 52,51       |  |
|                | Michel Grégoire sortant  | PS                | 17 985       | 29,33        | 27 366      | 47,49       |  |
|                | Christine Alcouffe-Malet | FN                | 7 187        | 11,72        |             |             |  |
|                | Jean-Pierre Rambaud      | PCF               | 2 891        | 4,71         |             |             |  |
|                | François Pégon           | UDF               | 2 145        | 3,5          |             |             |  |
|                | Pierre Riguet            | Les Verts         | 1 739        | 2,84         |             |             |  |
|                | Bernard Bailly           | CPNT              | 1 649        | 2,69         |             |             |  |
|                | Jérémie Chambon          | LCR               | 1 221        | 1,99         |             |             |  |
|                | Catherine Coutard        | Pôle républicain  | 1 055        | 1,72         |             |             |  |
|                | Roger Saunois            | Extrême droite    | 804          | 1,31         |             |             |  |
|                | Jean-Luc Passaro         | LT-LNÉ            | 590          | 0,96         |             |             |  |
|                | Magali Roustan           | MNR               | 546          | 0,89         |             |             |  |
|                | Georges Zaragoza         | LO                | 366          | 0,6          |             |             |  |
|                | Christophe Frachon       | MPF               | 353          | 0,58         |             |             |  |
|                | Danielle Tosello         | S&P               | 226          | 0,37         |             |             |  |
|                | France Gamerre           | GÉ                | 179          | 0,29         |             |             |  |
|                | François Degans          | Divers écologiste | 157          | 0,26         |             |             |  |
|                | Servanne Portzert        | MHAN              | 156          | 0,25         |             |             |  |
|                | Philippe Monsillon       | PT                | 134          | 0,22         |             |             |  |
|                |                          |                   |              |              |             |             |  |
| Inscrits       | Inscrits                 | Inscrits          | 90 338       | 100,00       | 90 331      | 100,00      |  |
| Abstentions    | Abstentions              | Abstentions       | 27 780       | 30,75        | 30 411      | 33,67       |  |
| Votants        | Votants                  | Votants           | 62 558       | 69,25        | 59 920      | 66,33       |  |
| Blancs et nuls | Blancs et nuls           | Blancs et nuls    | 1 232        | 1,97         | 2 296       | 3,83        |  |
| Exprimés       | Exprimés                 | Exprimés          | 61 326       | 98,03        | 57 624      | 96,17       |  |

#### Quatrième circonscription (Romans-sur-Isère)
| Candidat       | Candidat                | Parti             | Premier tour | Premier tour | Second tour | Second tour |  |
| Candidat       | Candidat                | Parti             | Voix         | %            | Voix        | %           |  |
| -------------- | ----------------------- | ----------------- | ------------ | ------------ | ----------- | ----------- |  |
|                | Gabriel Biancheri élu   | UMP               | 17 195       | 34,15        | 27 845      | 60,33       |  |
|                | Henri Bertholet sortant | PS                | 13 999       | 27,81        | 18 312      | 39,67       |  |
|                | Bernard Pinet           | FN                | 9 038        | 17,95        |             |             |  |
|                | Philippe Tormento       | Divers droite     | 3 495        | 6,94         |             |             |  |
|                | Jacques Faure           | PCF               | 1 660        | 3,3          |             |             |  |
|                | Jean-Marie Chosson      | Les Verts         | 1 349        | 2,68         |             |             |  |
|                | Yolande Florenson       | LCR               | 601          | 1,19         |             |             |  |
|                | Philippe Labadens       | MPF               | 523          | 1,04         |             |             |  |
|                | Marie-Christine Seemann | LO                | 491          | 0,98         |             |             |  |
|                | Daniel Carra            | MNR               | 491          | 0,98         |             |             |  |
|                | Paul Pélardy            | RPF               | 397          | 0,79         |             |             |  |
|                | Sophie Passaro          | LT-LNÉ            | 392          | 0,78         |             |             |  |
|                | Noël Brouty             | MHAN              | 285          | 0,57         |             |             |  |
|                | Alexis Hareaut          | IR                | 166          | 0,33         |             |             |  |
|                | Marie-José Galan        | Divers écologiste | 138          | 0,27         |             |             |  |
|                | Régis Ricard            | GÉ                | 126          | 0,25         |             |             |  |
|                |                         |                   |              |              |             |             |  |
| Inscrits       | Inscrits                | Inscrits          | 77 567       | 100,00       | 77 563      | 100,00      |  |
| Abstentions    | Abstentions             | Abstentions       | 26 329       | 33,94        | 29 678      | 38,26       |  |
| Votants        | Votants                 | Votants           | 51 238       | 66,06        | 47 885      | 61,74       |  |
| Blancs et nuls | Blancs et nuls          | Blancs et nuls    | 892          | 1,74         | 1 728       | 3,61        |  |
| Exprimés       | Exprimés                | Exprimés          | 50 346       | 98,26        | 46 157      | 96,39       |  |